# Berrysburg (Pensilvania)
Berrysburg es un borough ubicado en el condado de Dauphin en el estado estadounidense de Pensilvania. En el año 2000 tenía una población de 353 habitantes y una densidad poblacional de 200 personas por km².

## Geografía
Berrysburg se encuentra ubicado en las coordenadas 40°36′9″N 76°48′41″O / 40.60250, -76.81139

## Demografía
Según la Oficina del Censo en 2000 los ingresos medios por hogar en la localidad eran de $33,281 y los ingresos medios por familia eran $42,250. Los hombres tenían unos ingresos medios de $29,911 frente a los $25,000 para las mujeres. La renta per cápita para la localidad era de $17,269. Alrededor del 8.6% de la población estaba por debajo del umbral de pobreza.